# Charles Leclerc (autóversenyző)
Charles Marc Hervé Perceval Leclerc (IPA: [ʃaʁl ləklɛʁ]; Monte-Carlo, 1997. október 16. –) monacói autóversenyző. A 2016-os GP3-szezon és a 2017-es FIA Formula–2 szezon bajnoka. 2018-ban az Alfa Romeo Sauber csapat pilótájaként szerepelt először a Formula–1-ben. 2019-től a Scuderia Ferrari versenyzője.

## Pályafutása

### Gokart
Leclerc 2000-ben kezdte autóversenyzői pályafutását, 2005-ben, 2006-ban és 2008-ban pedig megnyerte a francia PACA Gokart-bajnokságot. 2009-ben francia kadett bajnok lett, majd 2010-ben a KF3 elnevezésű korosztályos bajnokságban és a Junior Monaco Kart Kupában versenyzett. 2011-ben is a KF3 géposztályban indult és megnyerte a Nemzetközi Automobil Szövetség és a Nemzetközi Gokart Bizottság által szervezett Világkupát. Még ebben az évben Nicholas Todt menedzsmentcégének tagja lett. 2012-ben a gyári támogatású ART Grand Prix színeiben megnyerte a WSK-euroszéria elnevezésű bajnokságot. 2013-ban Max Verstappen mögött lett második a Gokart Európa-bajnokság pontversenyében.

### Formula Renault 2.0
2014-ben Leclerc a Formula Renault 2.0 Alps-ban versenyzett a Fortec Motorsports színeiben és két győzelmet aratott, összesen hét dobogós helyezést szerzett, a bajnokságot pedig a második helyen zárta Nyck de Vries mögött. Ebben az évben hat futamon rajthoz állt a Formula Renault 2.0 Európa-kupában és két dobogós helyezést ért el, a Nürburgringen és a Hungaroringen is másodikként intették le a kockás zászlóval.

### Formula–3 Európa-bajnokság
Leclerc 2015-ben a Formula–3-as bajnokságban indult, a Formula–3 Európa-bajnokságban a Van Amersfoort Racing csapat színeiben versenyzett. A Silverstone-ban tartott idénynyitón mindjárt a pole pozícióból indulhatott, igaz az eredetileg az első rajtkockát megszerző Felix Rosenqvistet utólag kizárták a technikai előírások megsértése miatt. A hétvége harmadik futamán első győzelmét is megszerezte Antonio Giovinazzi és Jake Dennis előtt célba érve. A következő, hockenheimi fordulóban újra megnyerte a harmadik futamot, újoncként négy győzelmet szerzett, valamint tizenhárom alkalommal állhatott a pódiumra, a bajnokságot pedig a negyedik helyen zárta. 2015 novemberében második lett a Makaó nagydíjon.

### GP3
2015 decemberében Leclerc az ART Grand Prix csapatával a szezon utáni tesztelésen is részt vett, majd 2016 februárjában Nyck de Vries, egy héttel később pedig Leclerc szerződtetését jelentette be a csapat. A csapattal három győzelmet szerzett a szezonban és megnyerte a bajnokságot. A következő héten a Prema Powerteam bejelentette, hogy szerződteti Antonio Fuoco mellé a következő évi GP2-es szezonra, ami végül átszervezéseket követően már Formula–2 néven indult útjára.

### Formula–2

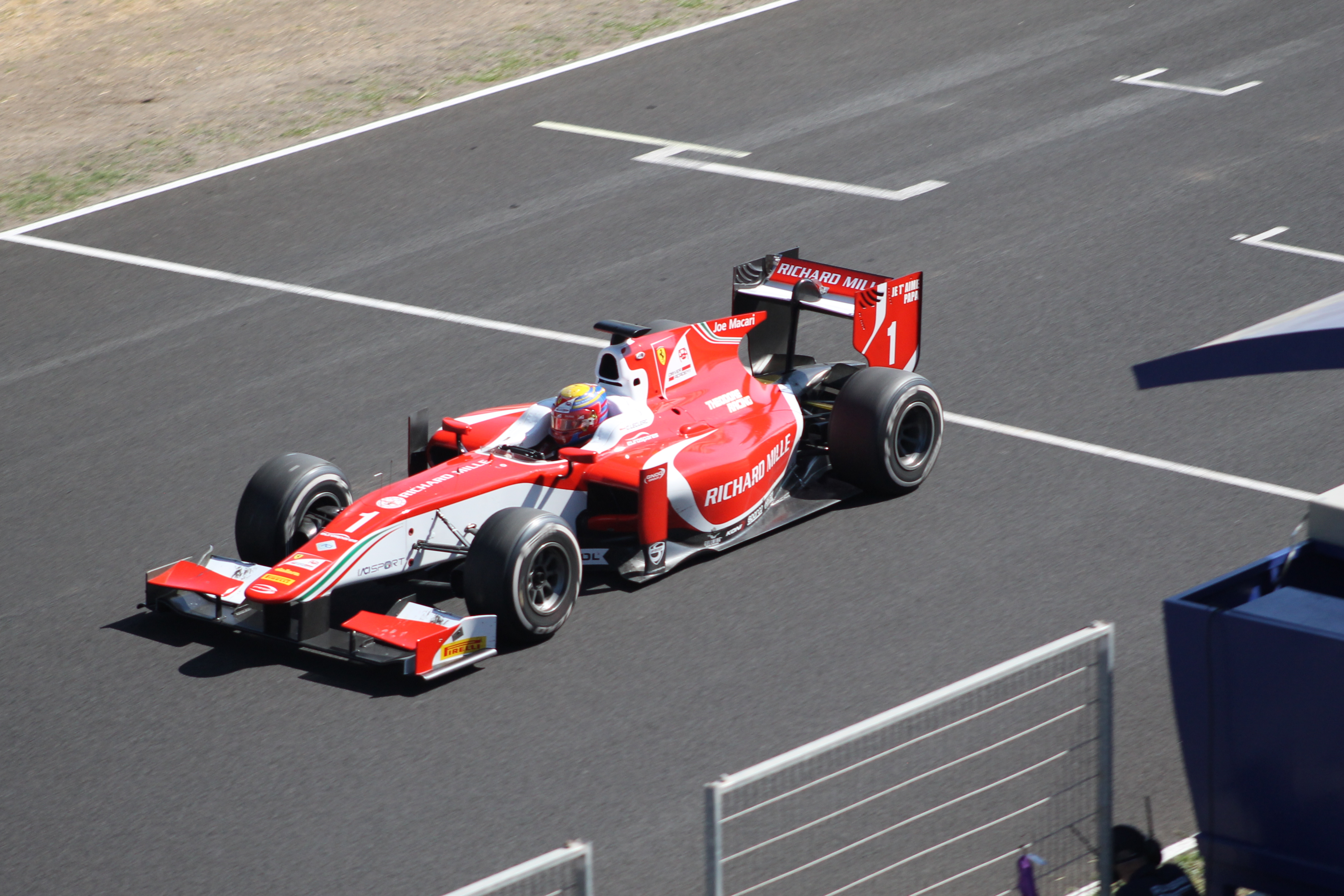
Leclerc a Formula–2 jerezi fordulóján a célvonalon áthaladva

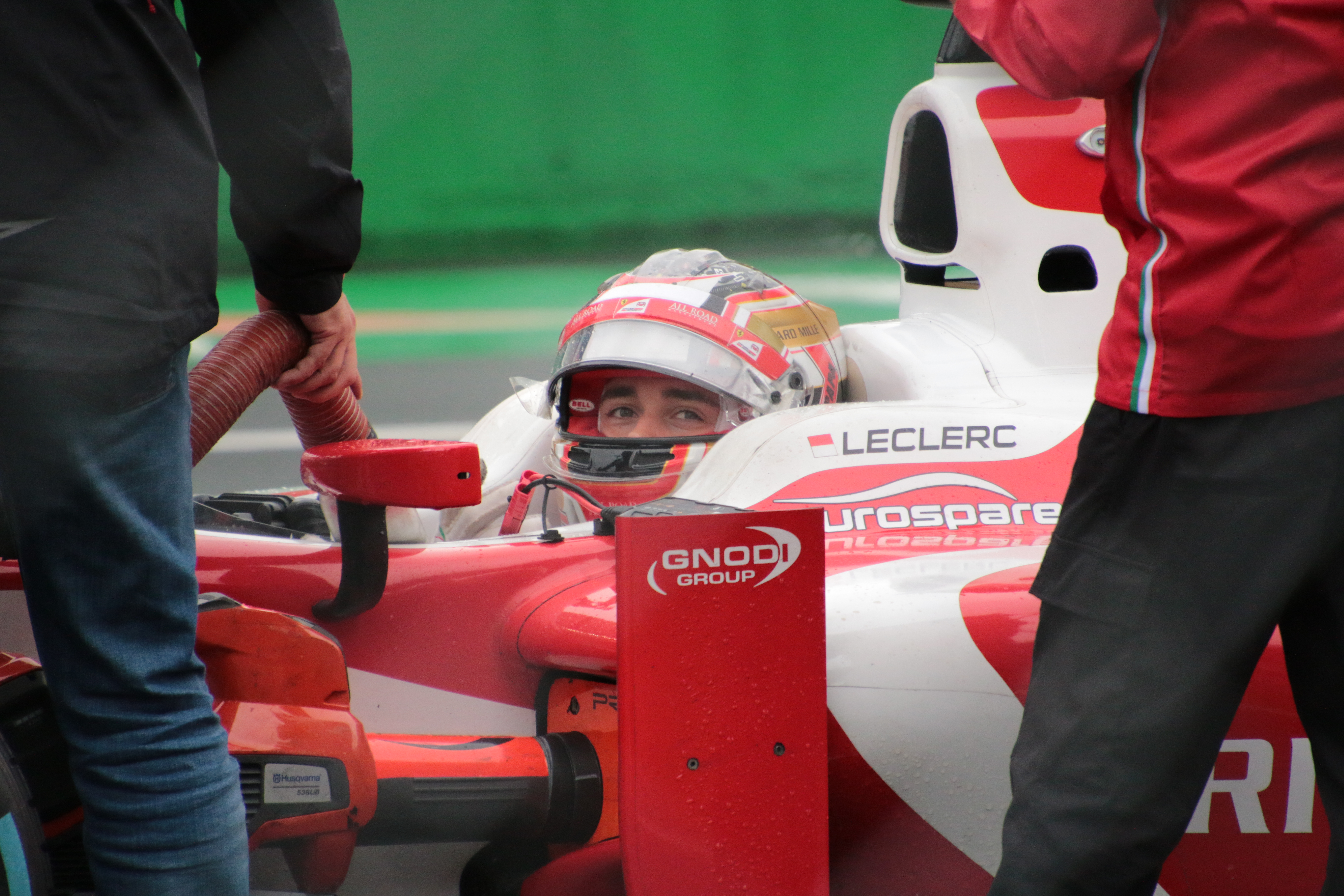
A bajnokság monzai versenyhétvégéjén

Bahreinben mutatkozott be az újonnan induló kategóriában és bár megszerezte az első rajtkockát, a futamon csak a harmadik helyen végzett. A második, fordított rajtrácsos sprintfutamon a Prema Powerteam rossz gumistratégiája miatt a 14. helyre esett vissza, de innen is vissza tudta magát küzdeni az élmezőnybe, és az utolsó körben Luca Ghiottót megelőzve megnyerte a versenyt. A következő futamon, a Circuit de Barcelona-Catalunyán is az élről kezdhette az első versenyt, amit meg is nyert.
Leclerc hazai versenyén nem szerzett pontot; bár az élről indult, egy kerékfelfüggesztési hiba miatt fel kellett adnia a futamot. A sprintversenyen így csak a mezőny végéről indulhatott, majd kiesett miután ütközött Norman Natóval. A bajnokságban ennek ellenére megtartotta vezető helyét, bár ő maga "rendkívül kiábrándítónak" értékelte a teljesítményét.
Bakuban egymást követő negyedik alkalommal is az első helyre kvalifikálta magát. A versenyt öt körrel hamarabb intették le a tervezettnél, Leclerc a leggyorsabb kört futva nyert, a trófeát akkor elhunyt édesapjának ajánlotta. A sprintversenyen csak a nyolcadik kockából indult, majd a mezőnyben csatázott Oliver Rowlanddel és Nyck de Vries-szel. Ezt követően megelőzte Nicholas Latifit és Jordan Kinget is, és bár megelőzte a vezető Natót is, utólag megbüntették, mert figyelmen kívül hagyta a sárga zászlós figyelmeztetést, így végül a második helyen végzett.
Ausztriában az élről indulva nyerte meg a főversenyt, a sprintfutamon azonban kiesett, miután összeütközött csapattársával, Fuocóval. Silverstoneban újra övé lett a pole pozíció, immár hatodszor sorozatban, ezzel pedig megdöntötte Stoffel Vandoorne 2014-es és 2015-ös rekordját. A futamon elsőként intették le. Magyarországon nem sikerült az élről indulnia és az első fordulóban csak egy 12. helyet tudott szerezni. A sprintversenyen negyedik lett.
Belgiumban ugyan újra az élről indulhatott, de a versenyből kizárták, a második körben pedig csak 5. lett. Az utolsó előtti, jerezi hétvégére 59 pontos előnnyel érkezett. Megszerezte idénybeli nyolcadik első rajtkockáját, majd a versenyen a lágy gumiabroncsokkal jelentős előnyt autózott ki a vetélytársakkal szemben. Végül egy biztonsági autós szakasz miatt visszaesett, kemény védekezésre kényszerült, de megtartotta pozícióját és győzelmével megszerezte a bajnoki címet. 19 évesen 356 naposan ő lett a géposztály történetének legfiatalabb bajnoka – a GP2-es időszakot is beleértve –, valamint Nico Hülkenberg óta ő lett az első versenyző aki újoncként lett bajnok a szériában. Ez korábban még Nico Rosbergnek és Lewis Hamiltonnak sikerült rajtuk kívül.

### Formula–1

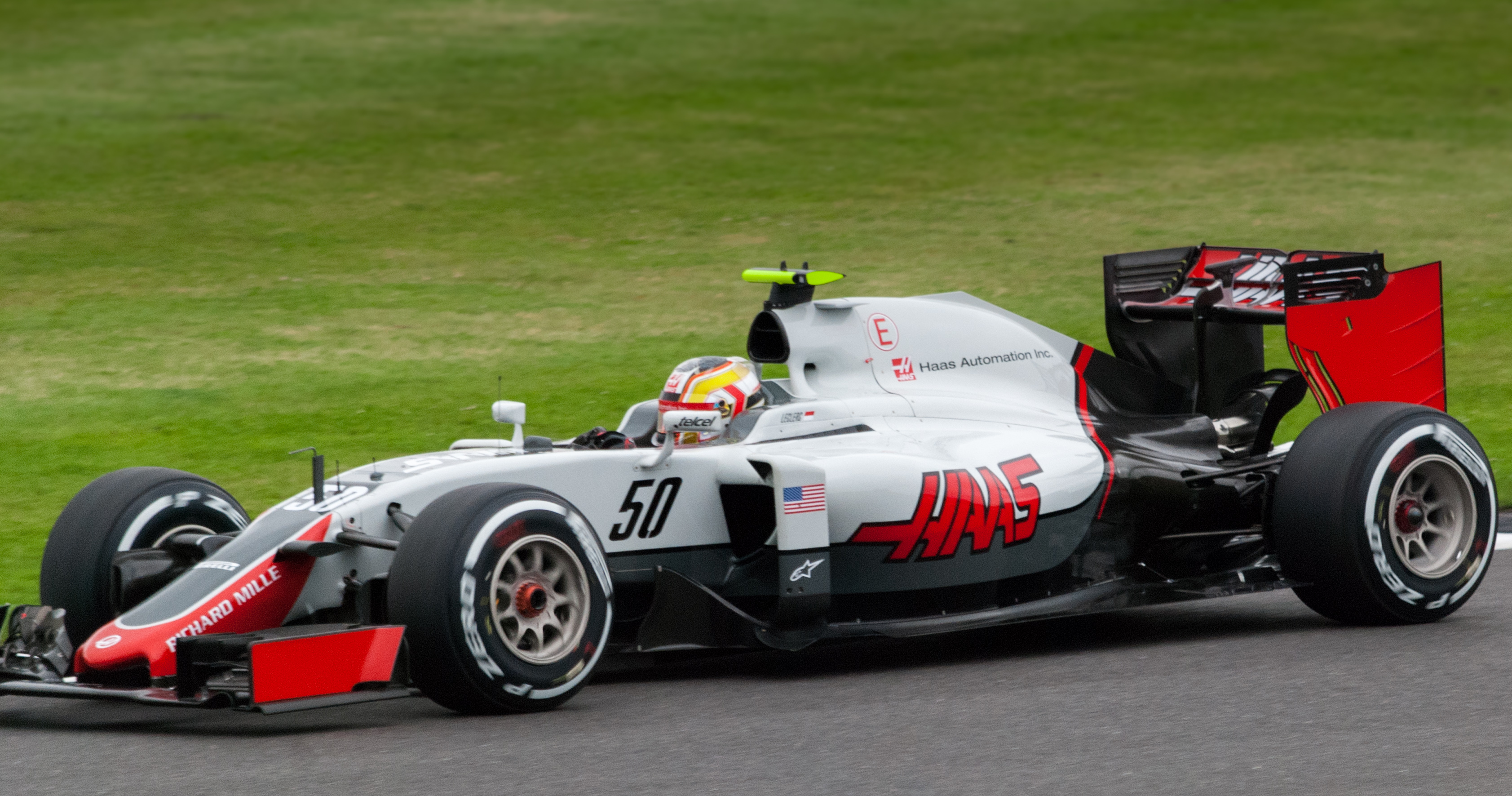
Leclerc első Formula–1-es autó vezetése a 2016-os brit nagydíj első szabadedzésén

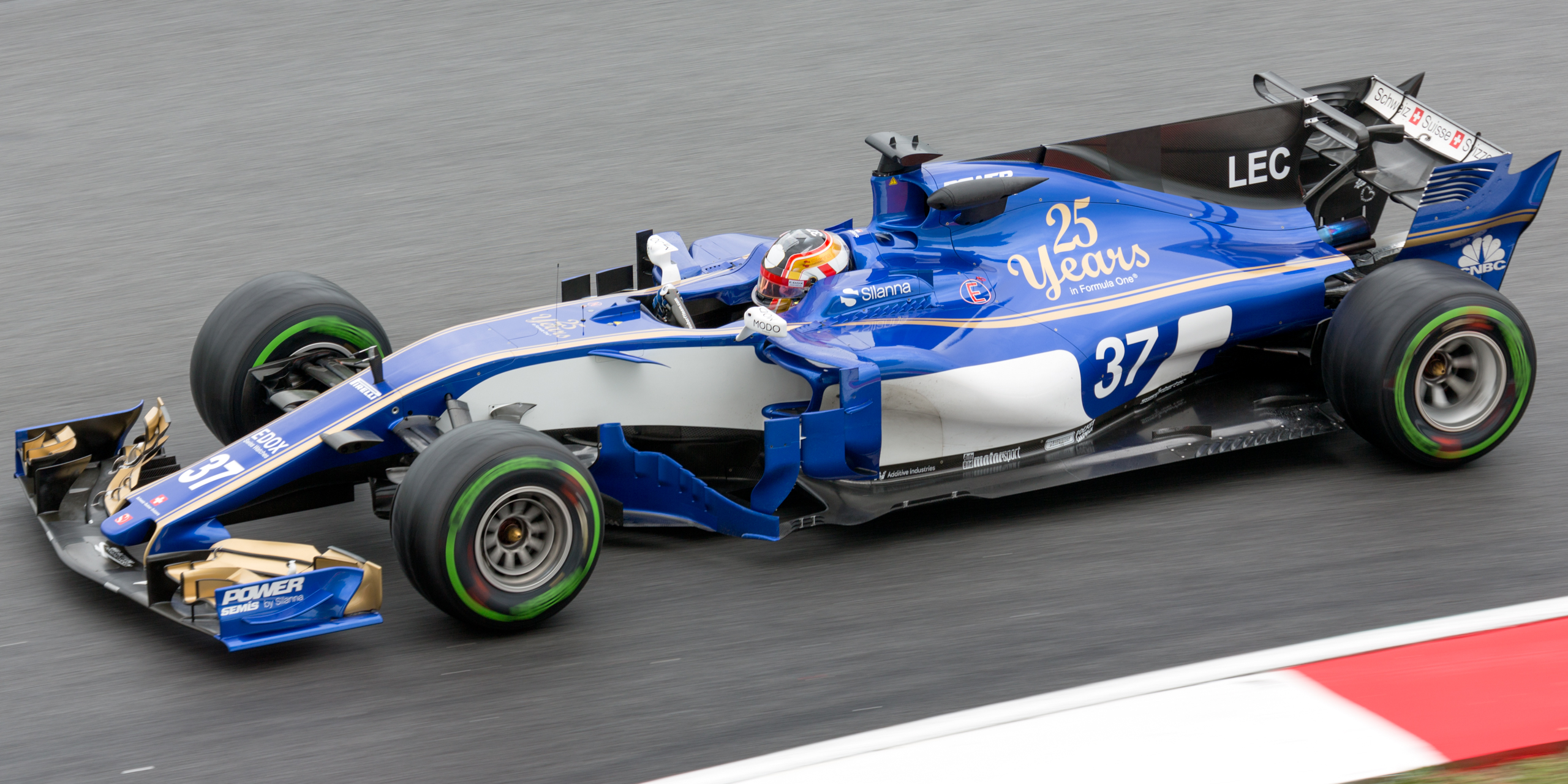
A 2017-es maláj nagydíj első szabadedzésén

2016 márciusában bejelentették, hogy a Leclerc egyike lesz a Ferrari pilótanevelő programjának két tagjának, akik fejlesztő- és tesztpilótai feladatokat kaphatnak a Formula–1-es Haas és Sauber csapatoknál. A 2016-os brit nagydíjon a Haas-szal tesztelt és sokan úgy gondolták, ha megnyeri a GP3-as bajnokságot, akkor Valtteri Bottashoz és Danyiil Kvjathoz hasonlóan egyből lehetőséget kap a királykategóriában. Ezt később Günther Steiner, a Haas csapatvezetője cáfolta, mondván, hogy Leclerc 2017-ben a Formula–2-ben versenyez.
A 2017-es magyar nagydíjat követően tesztelte a Ferrari SF70H modelljét és az év második felében rendszeresen tesztlehetőséget kapott a Saubertől.

#### 2018
2017. december 2-án a Alfa Romeo Sauber F1 Team hivatalosan is bejelentette, hogy 2018-ban Leclerc lesz Marcus Ericsson csapattársa. Olivier Beretta 1994-es szereplése óta ő lett az első monacói versenyző a Formula–1-ben. Első pontjait a negyedik futamon, az azeri nagydíjon szerezte meg, ahol a hatodik helyen ért célba. A következő futamon, a spanyol nagydíjon az egy pontot érő tizedik helyen végzett.
A monacói nagydíjon Olivier Beretta 1994-es szereplését követően ő lett az első hazai versenyző, aki rajthoz állhatott Monte-Carlóban. Az ezt követő két futamon, a kanadai és a francia nagydíjon egyaránt a pontszerző tizedik helyen végzett, utóbbi versenyen a 8. rajtpozíciót szerezte meg a mezőny egyik leggyengébbjének tartott Sauberrel. Teljesítményének köszönhetően már a szezon akkori szakaszában is többen úgy vélekedtek, hogy Leclerc 2019-től átveheti Kimi Räikkönen helyét a Ferrarinál.

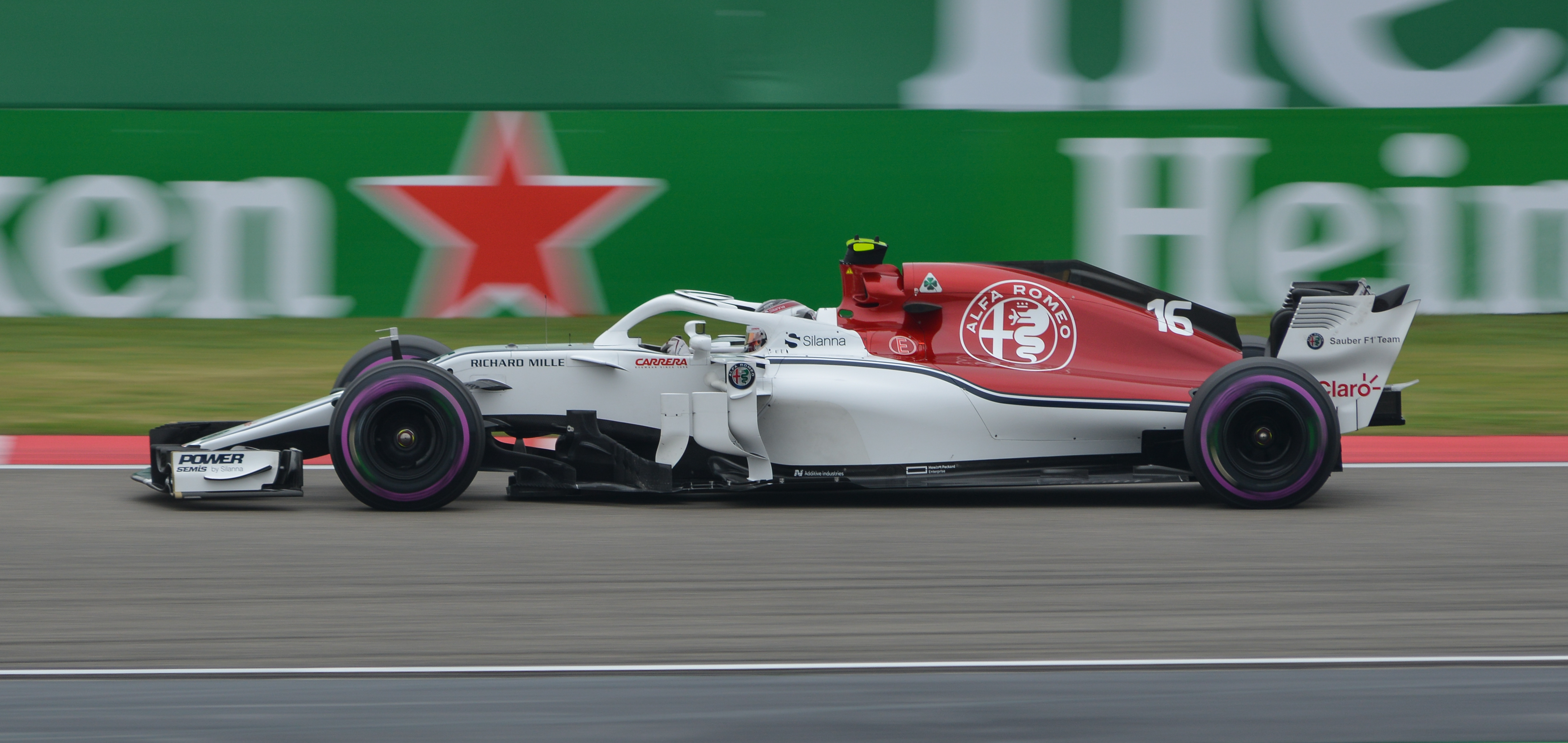
A Saubert vezetve a 2018-as kínai nagydíjon

Az ezt követően osztrák nagydíjon ismét bejutott az időmérő utolsó szakaszába, azonban egy sebességváltó csere miatt 5 rajthelyes büntetést kapott a futam előtt. A versenyen a kilencedik, két pontot érő helyen ért célba. A versenyhétvége alatt több nemzetközi sajtóorgánum beszámolója szerint ezekben a napokban a fiatal monacói pilóta két évre szóló szerződést kötött a Ferrarival. A brit nagydíjon, Silverstone-ban is a legjobb tízben végezett az időmérőn, majd a futam rajtját követően végig a pontszerző helyeken haladt, mígnem egy rossz kerékcserét követően a hatodik helyről fel nem kellett adnia a futamot.
Az ezt követő versenyeken nem tudta tovább szaporítani pontjainak számát, a magyar és a belga nagydíjat fel is kellett adnia, utóbbit egy a rajtnál bekövetkező baleset miatt, önhibáján kívül. Az olasz nagydíjon 11. helyen ért célba. A következő futamot megelőzően, szeptember 11-én hivatalossá vált, hogy a következő szezontól ő váltja Kimi Räikkönent a Ferrarinál és lesz Sebastian Vettel csapattársa.
A következő két nagydíjon mindkétszer pontszerző helyen végzett, Szingapúrban 9., a Szocsiban rendezett orosz nagydíjon 7. lett. Az ezutáni versenyek nem alakultak valami fényesen számára, ugyanis a japán nagydíjon, Kevin Magnussen a célegyenes végén túl korán fékezett és a monacói hátulról belerohant. Az orrkúp és felfüggesztés sérült az autónak. Leclerc még visszaért a boxba, de az egyik kanyarban a futam végén leállt alatta a technika és véget ért számára a futam. Az amerikai nagydíjon ismét az egyik Haasal ütközött, ami megforgatta ennek következményeként ismét sérült az autó és a negyedik kör végén feladta a versenyt. Az ezt követő három versenyhétvégén a Sauber annyit erősödött, hogy a mexikói nagydíjon 7. lett. A brazil futam időmérő edzésén behívták a pitbe, hogy az eső miatt ne folytassa száraz gumikon. Ő erre ''nemmel'' felelt és végül egy szenzációs kört összerakva tovább jutott a Q2-be és a versenyen megismételve mexikói eredményét a 7. helyen zárt. abu-dzabi nagydíjon is ezt a pozíciót megszerezve végül az előkelő 13. helyen zárta a bajnokságot 39 pontot gyűjtve és jócskán megelőzve csapattársát Marcus Ericcsont aki csak a 17. helyen zárta az évet.

#### 2019
A szezonnyitó ausztrál nagydíjon Leclerc az ötödik helyen zárta első ferraris versenyét, közvetlenül csapattársa, Sebastian Vettel mögött. A bahreini nagydíj időmérő edzésén megszerezte pályafutása első pole-pozícióját. Ezzel az első monacói nemzetiségű Formula–1-es versenyző lett aki az első rajtkockába kvalifikálta magát, valamint minden idők második legfiatalabb első rajtkockából induló versenyzője Vettel után. A futamon az elrontott rajtját követően hamar újra az élre állt és magabiztos versenyzéssel vezette a mezőnyt egészen a 46. körig, amikor autójának motorja meghibásodott és a mögötte haladó két Mercedes-pilóta, Hamilton és Bottas is meg nem előzte a verseny hajrájában. Harmadik helyével így is megszerezte első dobogós helyezését a szériában.

#### 2021
Leclercnek új csapattársa volt 2021-ben a Ferrarinál, Carlos Sainz Jr. A Bahreini Nagydíjat negyedikként kezdte és a hatodik helyen végzett. Ezután negyedikként rajtolt, majd negyedik lett az Emilia Romagna Nagydíjon Lando Norris mögött, miután a futam közepén a piros zászló után nehezen tudta tartani a tempót. A verseny felét rádió nélkül töltötte. A szezon harmadik futamán a hatodik helyen végzett a Portugál Nagydíjon, amivel ötödik helyre lépett fel a pontversenyben. A Spanyol Nagydíjon a negyedik helyről rajtolt és végül ott is ért célba. Hazai versenyére, a Monacói Nagydíjra a pole-ba kvalifikálta magát, annak ellenére, hogy a kvalifikáció utolsó részében balesetet szenvedett. Egy féltengely meghibásodás miatt végül nem tudott elindulni a versenyen. A 2021-es Azerbajdzsáni Nagydíj kvalifikációján újra pole pozíciót szerzett, a futamon pedig a negyedik helyen végzett. A Francia Nagydíj a Ferrari leggyengébb hétvégéje volt 2021-ben, Leclerc csak a 16.helyen végzett. A Red Bull Ringen két versenyt is rendeztek, amelyeken a 7. és 8. helyen ért célba. A silverstone-i Brit Nagydíjon a negyedik rajtkockát szerezte meg, de az 1. körben Verstappen és Hamilton ütközése miatt az élre került. A futamon motorproblémák hátráltatták, és a futam végén Lewis Hamilton megelőzte, Leclerc 2. lett , amivel megszerezte 2021-es első és egyetlen dobogós helyét. A Magyar Nagydíj rajtján Lance Stroll amatőr hibát vétett, és beleütközött Leclerc Ferrarijába, aki így nem tudta befejezni a versenyt. A Belga Nagydíjon 8., A Holland Nagydíjon az 5. helyen ért célba. Olaszországban Leclerc az ötödik helyen végzett, Sergio Pérez büntetése után a negyedik helyre került. Leclerc motorcsere miatt a rajtrács végéről rajtolt a 2021-es Orosz Nagydíjon. Egy ponton a legjobb 5-ben volt, de a verseny végére a tizenötödik helyre esett vissza, mivel eleredt az eső és ő volt az utolsó, aki az intermediate abroncsokért ki állt a boxba. Törökországban Leclerc a negyedik helyen ért célba. Az USA-ban 4., Mexikóban és Brazíliában jó versenyzéssel az 5. helyen ért célba. Az utolsó három versenyen újra balszerencse hátráltatta és mindössze 11 pontot gyűjtött. Ezzel csapattársa, Sainz feljött az ötödik helyre a pilóták rangsorában, Leclerc pedig a hetedikre esett vissza. Ez volt az első alkalom, hogy Leclercet autóversenyzői pályafutása során megverte egy csapattársa.

#### 2022
A szezonra a Ferrari nagyon versenyképes autóval állt elő, aminek köszönhetően Bahreini Nagydíjon a monacói nemcsak az időmérőt, hanem a futamot is megnyerte, ráadásul ő futotta a leggyorsabb kört, ő lett a nap versenyzője és első monacóiként vezette a pontversenyt csapattársa Carlos Sainz előtt. A második, Szaúd-arábiai Nagydíjon az előző versenyen kieső Verstappen verte meg az utolsó körökben. A szezon harmadik versenyén az ausztrál nagydíjon ismét első lett és meg szerezte karrierje első Grand Slam-ét. A csapat egyik hazai pályáján, Imolában a második helyért való csatáját Sergio Pérezzel vívta. A Red Bull másodszámú versenyzője azonban nem adta meg magát és a Ferrari vb-éllovasát hibára kényszerítette. Leclerc túl gyorsan akarta bevenni a sikánt és a falnak ütközött. Egy plusz boxkiállás alatt felrakott új első szárnnyal és friss gumival ment tovább, igyekezett a lehető legtöbbet visszahozni, a kilencedik helyről visszakapaszkodott a hatodik helyre. Az első Miami nagydíjon megszerezte az első rajtkockát, azonban Verstappen lerajtolta csapattársát, Carlos Sainzot, majd néhány körrel később gond nélkül vette át a vezetést, amit a futam során nem engedett ki a kezéből. A soron következő Spanyol Nagydíjon magabiztosan szerezte meg a pole pozíciót, a versenyen pedig meg is tartotta vezető helyét, azonban a 27. körben kiesett motorhiba miatt, így Max Verstappen tudott győzni, megelőzve őt a világbajnoki tabellán. Hazai versenyén Monacóban is megállíthatatlan volt, nagyon simán szerezte meg a pole pozíciót. A vizes pályán jól kezdett a versenyen is, körökön át növelte az előnyét, de csapatának taktikai hibája miatt (rosszul mérték fel a Red Bullok távolságát, majd a double-stack miatt súlyos másodperceket veszített) végül csak a negyedik helyen ért célba. A szezon nyolcadik futamán Baku-ban szintén a pole-ból indult, de az első helyen haladva a 20.körben újabb motorhiba sújtott le rá, így kénytelen volt kiállni a versenyből. Kanadában a motorhibáknak köszönhetően motorcsere miatt a 19. helyről vágott neki a futamnak, ahol végül az 5. helyen ért célba. Silverstoneban a 3.helyről rajtolt. A rajt után összeért Sergio Pérez autójával és megsérült az első szárnya. A hátráltatás ellenére ő volt a leggyorsabb a mezőnyben és egy újabb győzelem felé haladt, de a csapata egy újabb taktikai hibát vétett (egy safety car fázis alatt nem hívták ki kerékcserére, míg riválisai mind kiálltak) így csak a negyedik helyen ért célba. A szezon 11. versenyén Spielbergben a 2. helyről rajtolva bámulatos tempót produkált, a verseny alatt háromszor is megelőzte Verstappen-t és a szezonbéli harmadik győzelmét szerezte meg.

## Eredményei

### Karrier összefoglaló
| Szezon | Bajnokság                   | Csapat                | Verseny         | Győzelem        | Pole            | Leggyorsabb kör | Dobogó          | Pont            | Helyezés        |                 |
| ------ | --------------------------- | --------------------- | --------------- | --------------- | --------------- | --------------- | --------------- | --------------- | --------------- | --------------- |
| 2014   | Formula Renault 2.0 Alps    | Fortec Motorsports    | 14              | 2               | 1               | 0               | 7               | 199             | 2.              |                 |
| 2014   | Eurocup Formula Renault 2.0 | Fortec Motorsports    | 6               | 0               | 0               | 0               | 3               | 0               | NC†             |                 |
| 2015   | Formula–3 Európa-bajnokság  | Van Amersfoort Racing | 33              | 4               | 3               | 5               | 13              | 363,5           | 4.              |                 |
| 2015   | Makaó nagydíj               | Van Amersfoort Racing | 1               | 0               | 0               | 0               | 1               | N/A             | 2.              |                 |
| 2016   | Formula–1                   | Scuderia Ferrari      | Tesztpilóta     | Tesztpilóta     | Tesztpilóta     | Tesztpilóta     | Tesztpilóta     | Tesztpilóta     | Tesztpilóta     | Tesztpilóta     |
| 2016   | Formula–1                   | Haas                  | Tesztpilóta     | Tesztpilóta     | Tesztpilóta     | Tesztpilóta     | Tesztpilóta     | Tesztpilóta     | Tesztpilóta     | Tesztpilóta     |
| 2016   | GP3                         | ART Grand Prix        | 18              | 3               | 4               | 4               | 8               | 202             | 1.              |                 |
| 2017   | Formula–1                   | Scuderia Ferrari      | Fejlesztőpilóta | Fejlesztőpilóta | Fejlesztőpilóta | Fejlesztőpilóta | Fejlesztőpilóta | Fejlesztőpilóta | Fejlesztőpilóta | Fejlesztőpilóta |
| 2017   | Formula–1                   | Sauber                | Tesztpilóta     | Tesztpilóta     | Tesztpilóta     | Tesztpilóta     | Tesztpilóta     | Tesztpilóta     | Tesztpilóta     | Tesztpilóta     |
| 2017   | Formula–2                   | Prema Racing          | 22              | 7               | 8               | 4               | 10              | 282             | 1.              |                 |
| 2018   | Formula–1                   | Sauber                | 21              | 0               | 0               | 0               | 0               | 39              | 13.             |                 |
| 2019   | Formula–1                   | Scuderia Ferrari      | 21              | 2               | 7               | 4               | 10              | 264             | 4.              |                 |
| 2020   | Formula–1                   | Scuderia Ferrari      | 17              | 0               | 0               | 0               | 2               | 98              | 8.              |                 |
| 2021   | Formula–1                   | Scuderia Ferrari      | 21              | 0               | 2               | 0               | 1               | 149             | 7.              |                 |
| 2022   | Formula–1                   | Scuderia Ferrari      | 22              | 3               | 9               | 3               | 11              | 308             | 2.              |                 |
| 2023   | Formula–1                   | Scuderia Ferrari      | 22              | 0               | 5               | 0               | 6               | 206             | 5.              |                 |
| 2024   | Formula–1                   | Scuderia Ferrari      | 24              | 3               | 3               | 3               | 13              | 356             | 3.              |                 |
| 2025   | Formula–1                   | Scuderia Ferrari      | 12              | 0               | 0               | 0               | 4               | 119             | 5*              |                 |

† Vendég pilótaként nem jogosult pontokra.
* A szezon jelenleg is zajlik.

### Teljes Formula Renault 2.0 ALPS eredménysorozata
| Év   | Csapat             | IMO | IMO | PAU | PAU | RBR | RBR | SPA | SPA | MNZ | MNZ | MUG | MUG | JER | JER | Helyezés | Pont |
| ---- | ------------------ | --- | --- | --- | --- | --- | --- | --- | --- | --- | --- | --- | --- | --- | --- | -------- | ---- |
| 2014 | Fortec Motorsports | Ki  | Ki  | 6   | 2   | 4   | 4   | 3   | 3   | 1   | 1   | 2   | 2   | 6   | 7   | 2.       | 199  |

### Teljes Eurocup Formula Renault 2.0 eredménylistája
| Év   | Csapat             | ARA | ARA | SPA | SPA | MSC | MSC | NÜR | NÜR | HUN | HUN | LEC | LEC | JER | JER | Helyezés | Pont |
| ---- | ------------------ | --- | --- | --- | --- | --- | --- | --- | --- | --- | --- | --- | --- | --- | --- | -------- | ---- |
| 2014 | Fortec Motorsports |     |     | 26  | 30  |     |     | 5   | 2   | 2   | 2   |     |     |     |     | HN^      | 0^   |

^ Beugró pilótaként nem volt jogosult a pontszerzésre.

### Teljes Formula–3 Európa-bajnokság eredménysorozata
(Táblázat értelmezése)

(Félkövér: pole-pozícióból indult; dőlt: leggyorsabb kört futott) 

| Év   | Csapat                | 1        | 2     | 3       | 4       | 5     | 6       | 7       | 8     | 9     | 10      | 11       | 12    | 13    | 14      | 15      | 16    | 17      | 18      | 19      | 20       | 21       | 22      | 23      | 24      | 25      | 26      | 27      | 28      | 29      | 30      | 31      | 32       | 33       | Helyezés | Pont  |
| ---- | --------------------- | -------- | ----- | ------- | ------- | ----- | ------- | ------- | ----- | ----- | ------- | -------- | ----- | ----- | ------- | ------- | ----- | ------- | ------- | ------- | -------- | -------- | ------- | ------- | ------- | ------- | ------- | ------- | ------- | ------- | ------- | ------- | -------- | -------- | -------- | ----- |
| 2015 | Van Amersfoort Racing | SIL 1 12 | SIL 2 | SIL 3 1 | HOC 1 3 | HOC 2 | HOC 3 1 | PAU 1 3 | PAU 2 | PAU 3 | MNZ 1 5 | MNZ 2 Ki | MNZ 3 | SPA 1 | SPA 2 6 | SPA 3 2 | NOR 1 | NOR 2 3 | NOR 3 4 | ZAN 1 5 | ZAN 2 Ki | ZAN 3 10 | RBR 1 6 | RBR 2 4 | RBR 3 6 | ALG 1 6 | ALG 2 7 | ALG 3 7 | NÜR 1 4 | NÜR 2 5 | NÜR 3 5 | HOC 1 8 | HOC 2 10 | HOC 3 23 | 4.       | 363.5 |

### Teljes GP3-as eredménysorozata
(Táblázat értelmezése)

(Félkövér: pole-pozícióból indult; dőlt: leggyorsabb kört futott) 

| Év   | Csapat         | 1         | 2         | 3         | 4          | 5         | 6         | 7         | 8         | 9         | 10        | 11        | 12        | 13        | 14         | 15        | 16        | 17         | 18        | Helyezés | Pont |
| ---- | -------------- | --------- | --------- | --------- | ---------- | --------- | --------- | --------- | --------- | --------- | --------- | --------- | --------- | --------- | ---------- | --------- | --------- | ---------- | --------- | -------- | ---- |
| 2016 | ART Grand Prix | ESP FEA 1 | ESP SPR 9 | AUT FEA 1 | AUT SPR Ki | GBR FEA 2 | GBR SPR 3 | HUN FEA 6 | HUN SPR 3 | GER FEA 5 | GER SPR 3 | BEL FEA 1 | BEL SPR 6 | ITA FEA 4 | ITA SPR Ki | MAL FEA 3 | MAL SPR 5 | UAE FEA Ki | UAE SPR 9 | 1.       | 202  |

### Teljes FIA Formula–2-es eredménysorozata
(Táblázat értelmezése)

(Félkövér: pole-pozícióból indult; dőlt: leggyorsabb kört futott) 

| Év   | Csapat       | 1         | 2         | 3         | 4         | 5          | 6           | 7         | 8         | 9         | 10         | 11        | 12        | 13        | 14        | 15          | 16        | 17         | 18        | 19        | 20        | 21        | 22        | Helyezés | Pont |
| ---- | ------------ | --------- | --------- | --------- | --------- | ---------- | ----------- | --------- | --------- | --------- | ---------- | --------- | --------- | --------- | --------- | ----------- | --------- | ---------- | --------- | --------- | --------- | --------- | --------- | -------- | ---- |
| 2017 | Prema Racing | BHR FEA 3 | BHR SPR 1 | ESP FEA 1 | ESP SPR 4 | MON FEA Ki | MON SPR 18† | AZE FEA 1 | AZE SPR 2 | AUT FEA 1 | AUT SPR Ki | GBR FEA 1 | GBR SPR 5 | HUN FEA 4 | HUN SPR 4 | BEL FEA Kiz | BEL SPR 5 | ITA FEA 17 | ITA SPR 9 | JER FEA 1 | JER SPR 7 | UAE FEA 2 | UAE SPR 1 | 1.       | 282  |

† A versenyt nem fejezte be, de helyezését értékelték, mert a versenytáv több, mint 90%-át teljesítette.

### Teljes Formula–1-es eredménysorozata
(Táblázat értelmezése)

(Félkövér: pole-pozícióból indult; dőlt: leggyorsabb kört futott) 

| Év   | Csapat  | 1      | 2       | 3      | 4     | 5      | 6       | 7      | 8      | 9      | 10     | 11     | 12     | 13     | 14     | 15     | 16     | 17     | 18      | 19     | 20      | 21    | 22     | 23    | 24    | Helyezés | Pont |
| ---- | ------- | ------ | ------- | ------ | ----- | ------ | ------- | ------ | ------ | ------ | ------ | ------ | ------ | ------ | ------ | ------ | ------ | ------ | ------- | ------ | ------- | ----- | ------ | ----- | ----- | -------- | ---- |
| 2016 | Haas    | AUS    | BHR     | CHN    | RUS   | ESP    | MON     | CAN    | EUR    | AUT    | GBR Tp | HUN Tp | GER Tp | BEL    | ITA    | SIN    | MAL    | JPN    | USA     | MEX    | BRA Tp  | UAE   |        |       |       | —        | —    |
| 2017 | Sauber  | AUS    | CHN     | BHR    | RUS   | ESP    | MON     | CAN    | AZE    | AUT    | GBR    | HUN    | BEL    | ITA    | SIN    | MAL Tp | JPN    | USA Tp | MEX Tp  | BRA Tp | UAE     |       |        |       |       | —        | —    |
| 2018 | Sauber  | AUS 13 | BHR 12  | CHN 19 | AZE 6 | ESP 10 | MON 18† | CAN 10 | FRA 10 | AUT 9  | GBR Ki | GER 15 | HUN Ki | BEL Ki | ITA 11 | SIN 9  | RUS 7  | JPN Ki | USA Ki  | MEX 7  | BRA 7   | UAE 7 |        |       |       | 13.      | 39   |
| 2019 | Ferrari | AUS 5  | BHR 3   | CHN 5  | AZE 5 | ESP 5  | MON Ki  | CAN 3  | FRA 3  | AUT 2  | GBR 3  | GER Ki | HUN 4  | BEL 1  | ITA 1  | SIN 2  | RUS 3  | JPN 6  | MEX 4   | USA 4  | BRA 18† | UAE 3 |        |       |       | 4.       | 264  |
| 2020 | Ferrari | AUT 2  | STY Ki  | HUN 11 | GBR 3 | 70 4   | ESP Ki  | BEL 14 | ITA Ki | TOS 8  | RUS 6  | EIF 7  | POR 4  | EMI 5  | TUR 4  | BHR 10 | SAK Ki | UAE 13 |         |        |         |       |        |       |       | 8.       | 98   |
| 2021 | Ferrari | BHR 6  | EMI 4   | POR 6  | ESP 4 | MON Ni | AZE 4   | FRA 16 | STY 7  | AUT 8  | GBR 2  | HUN Ki | BEL 8‡ | NED 5  | ITA 4  | RUS 15 | TUR 4  | USA 4  | MEX 5   | BRA 5  | QAT 8   | SAU 7 | UAE 10 |       |       | 7.       | 159  |
| 2022 | Ferrari | BHR 1  | SAU 2   | AUS 1  | EMI 6 | MIA 2  | ESP Ki  | MON 4  | AZE Ki | CAN 5  | GBR 4  | AUT 1  | FRA Ki | HUN 6  | BEL 6  | NED 3  | ITA 2  | SIN 2  | JPN 3   | USA 3  | MEX 6   | BRA 4 | UAE 2  |       |       | 2.       | 308  |
| 2023 | Ferrari | BHR Ki | SAU 7   | AUS Ki | AZE 3 | MIA 7  | MON 6   | ESP 11 | CAN 4  | AUT 2  | GBR 9  | HUN 7  | BEL 3  | NED Ki | ITA 4  | SIN 4  | JPN 4  | QAT 5  | USA Kiz | MEX 3  | BRA Ni  | LVS 2 | UAE 2  |       |       | 5.       | 206  |
| 2024 | Ferrari | BHR 4  | SAU 3   | AUS 2  | JPN 4 | CHN 4  | MIA 3   | EMI 3  | MON 1  | CAN Ki | ESP 5  | AUT 11 | GBR 14 | HUN 4  | BEL 3  | NED 3  | ITA 1  | AZE 2  | SIN 5   | USA 1  | MEX 3   | BRA 5 | LVS 4  | QAT 2 | UAE 3 | 3.       | 356  |
| 2025 | Ferrari | AUS 8  | CHN Kiz | JPN 4  | BHR 4 | SAU 3  | MIA 7   | EMI 6  | MON 2  | ESP 3  | CAN 5  | AUT 3  | GBR 14 | BEL 3  | HUN 4  | NED    | ITA    | AZE    | SIN     | USA    | MEX     | BRA   | LVS    | QAT   | UAE   | 5.*      | 151* |

* A szezon jelenleg is zajlik.
† A versenyt nem fejezte be, de helyezését értékelték, mert a versenytáv több mint 90%-át teljesítette.
‡ A versenyt félbeszakították, és mivel nem teljesítették a táv 75%-át, így a szerezhető pontoknak csak a felét kapták meg.

### Győzelmei a Formula-1-ben
| Év   | Nagydíj          | Csapat  | Verseny | Rajthely |
| ---- | ---------------- | ------- | ------- | -------- |
| 2019 | belga nagydíj**  | Ferrari | 34.     | 1.       |
| 2019 | olasz nagydíj    | Ferrari | 35.     | 1.       |
| 2022 | bahreini nagydíj | Ferrari | 82.     | 1.       |
| 2022 | ausztrál nagydíj | Ferrari | 84.     | 1.       |
| 2022 | osztrák nagydíj  | Ferrari | 92.     | 2.       |
| 2024 | monacói nagydíj  | Ferrari | 133.    | 1.       |
| 2024 | olasz nagydíj    | Ferrari | 141.    | 4.       |
| 2024 | amerikai nagydíj | Ferrari | 144.    | 4.       |

** Az első győzelme, amit Anthoine Hubertnek (1996-2019) ajánlott, aki azon a pályán a F2-es teszten halálos balesetet szenvedett.

### Eredményei hazai pályán (Monacói nagydíj)
| Év   | Csapat  | Verseny | Rajthely | Végeredmény |
| ---- | ------- | ------- | -------- | ----------- |
| 2018 | Sauber  | 6.      | 14.      | 18.†        |
| 2019 | Ferrari | 27.     | 15.      | kiesett     |
| 2021 | Ferrari | 64.     | 1.       | nem indult  |
| 2022 | Ferrari | 88.     | 1.       | 4.          |
| 2023 | Ferrari | 109.    | 6.       | 6.          |
| 2024 | Ferrari | 133.    | 1.       | 1.          |
| 2025 | Ferrari | 157.    | 2.       | 2.          |

## Magánélete
Leclerc a fiatalon elhunyt Jules Bianchi keresztfia. Ugyanazon a pályán kezdtek ismerkedni az autóversenyzés alapjaival, majd később mindkettőjüket Nicholas Todt menedzselte. Bianchi 2015-ös halálát követően Leclerc neki ajánlotta a 2016-ban megnyert GP3-as bajnoki címet.
Két testvére van, Lorenzo és Arthur. Édesapja, Hervé szintén autóversenyző volt, az 1980-as és 1990-es években indult a Formula–3-ban. 2017-ben hunyt el, Leclerc az ő emlékére ajánlotta az az évben megnyert Formula–2-es bajnoki címet. Első Formula–1-es győzelmét Anthoine Hubertnek ajánlotta, aki a 2019-es Formula–2-es belga nagydíjon súlyos balesetet szenvedett, nem sokkal később pedig életét vesztette.